# تترااتیل‌ژرمانیم
تترااتیل‌ژرمانیم (به انگلیسی: Tetraethylgermanium) یک ترکیب شیمیایی با شناسه پاب‌کم ۱۱۷۰۳ است. شکل ظاهری این ترکیب، مایع بی‌رنگ است.تترااتیل‌ژرمانیم دارای فرمول ملکولی C8H20Ge است.